# Жак Демі
Жак Демі́ (фр. Jacques Demy; 5 червня 1931, Поншато, Атлантична Луара, Франція — 27 жовтня 1990, Париж, Франція) — французький кінорежисер, сценарист і актор, представник «Нової хвилі».

## Життєпис
Жак Демі народився 5 червня 1931 року в провінційному містечку Поншато на атлантичному узбережжі, в департаменті Атлантична Луара. Закінчивши Технічну школа фотографії і кіно на вулиці Вожирар у Парижі, спочатку був асистентом Поля Грімо з анімаційних фільмів, потім асистентом Жоржа Рук'є, який став продюсером його першого короткометражного фільму «Черевичник з долини Луари» (фр. Le Sabotier Du Val De Loire, 1955).
Жак Демі знаний як автор музичних фільмів. Найвідоміші три його ранні стрічки — повнометражний дебют «Лола» (1961) з Анук Еме в головній ролі, «Залив ангелів» (1963) з Жанною Моро і «Шербурзькі парасольки» (1964) з Катрін Денев. Усі три фільми були музичні. Деякі з пісень, написаних композитором Мішелем Леграном, сталі широко відомими. Найуспішнішим фільмом з цих трьох стали «Шербурзькі парасольки». Перший кольоровий фільм Демі (до цього режисер працював з оператором Раулем Кутаром, який знімав на чорно-білу плівку) приніс режисерові «Золоту пальмову гілку» Каннського кінофестивалю і чотири номінації на «Оскар».
У 1969 р. Жак Демі поставив у США свій перший англомовний фільм — «Ательє моделей», у якому зняв не лише американських акторів, а й свою улюблену акторку Анук Еме, яка зіграла Лолу, що працює в модній крамниці, мріючи поїхати з сином у Францію.

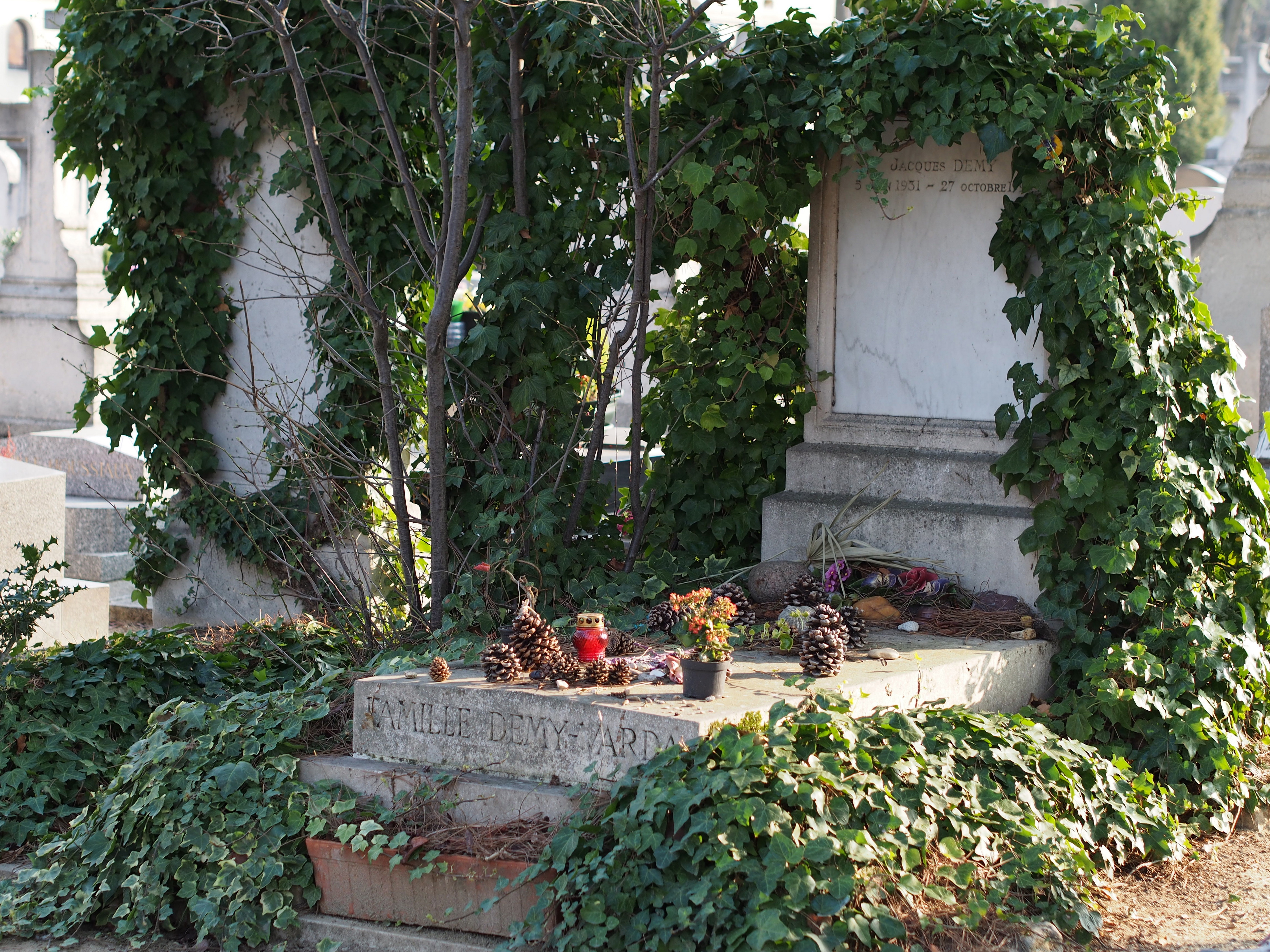
Могила Жака Демі на цвинтарі Монпарнас.

Повернувшись у Францію в 1970 році, Демі екранізував казку Шарля Перро «Осляча шкура», в якій зголосилася зніматися зірка першої величини Катрін Денев. 1973 року режисер поставив іронічний фільм «Трохи вагітний» («Найзначніша подія, відколи людина ступила на місяць») про «вагітного» чоловіка, якого зіграв Марчелло Мастроянні. Надалі Демі працював як у Франції, так і в США, але його пізні фільми не мали такого самого успіху, як ранні.
Останній фільм Жака Демі «Три квитки на 26-е» (1988), попри участь у фільмі Іва Монтана, що грав самого себе, Матильди Мей та інших, не отримав визнання глядачів.
Жак Демі був одружений з режисеркою Аньєс Варда з 1962 року і до самої смерті. Вона зняла про нього фільм «Жако з Нанта» (фр. Jacquot de Nantes), що вийшов у США 1993 року. Знімався фільм ще за життя Жак Демі. У пари народилася одна дитина — актор Матьє. Художник по костюмах Розалі — донька Аньєс від першого шлюбу, офіційно удочерина Демі.
Помер Жак Демі від СНІДу у Парижі 27 жовтня 1990 року у віці 59-ти років. Похований на цвинтарі Монпарнас.

## Особисте життя
Жак Демі був бісексуалом.

## Фільмографія
Режисер
| Рік  | Українська назва                                          | Оригінальна назва                                                     | Примітки              |
| ---- | --------------------------------------------------------- | --------------------------------------------------------------------- | --------------------- |
| 1956 | Черевички з долини Луари                                  | Le sabotier du Val de Loire                                           | короткометражний      |
| 1957 | Байдужий красень                                          | Le bel indifférent                                                    | короткометражний      |
| 1958 | Музей Гревен                                              | Musée Grévin                                                          | короткометражний      |
| 1961 | Лола                                                      | Lola                                                                  |                       |
| 1962 | Сім смертних гріхів                                       | Les Sept péchés capitaux                                              | епізод «Похіть»       |
| 1963 | Залив ангелів                                             | La Baie des anges                                                     |                       |
| 1964 | Шербурзькі парасольки                                     | Les Parapluies de Cherbourg                                           |                       |
| 1967 | Дівчата з Рошфора                                         | Les Demoiselles de Rochefort                                          |                       |
| 1969 | Ательє моделей                                            | Model Shop                                                            |                       |
| 1970 | Віслюча шкіра                                             | Peau d'âne                                                            |                       |
| 1972 | Флейтист-щуролов                                          | The Pied Piper                                                        |                       |
| 1973 | Найважливіша подія з тих пір, як людина ступила на Місяць | L’Événement le plus important depuis que l'homme a marché sur la lune |                       |
| 1979 | Леді Оскар                                                | Lady Oscar                                                            |                       |
| 1982 | Кімната в місті                                           | Une chambre en ville                                                  |                       |
| 1985 | Парковка                                                  | Parking                                                               |                       |
| 1988 | Столик, що крутиться                                      | La Table tournante                                                    | спільно з Полем Грімо |
| 1988 | Три квитки на 26-е                                        | Trois places pour le 26                                               |                       |

## Визнання
| Рік                                      | Категорія                                                       | Фільм                    | Результат |
| ---------------------------------------- | --------------------------------------------------------------- | ------------------------ | --------- |
| Берлінський міжнародний кінофестиваль    |                                                                 |                          |           |
| 1956                                     | Найкращий документальний короткометражний фільм                 | Черевички з долини Луари | Перемога  |
|                                          |                                                                 |                          |           |
| 1963                                     | Приз Луї Деллюка                                                | Шербурзькі парасольки    | Перемога  |
| 17-й Каннський міжнародний кінофестиваль |                                                                 |                          |           |
| 1964                                     | Золота пальмова гілка                                           | Шербурзькі парасольки    | Перемога  |
| 1964                                     | Технічний Гран-прі                                              | Жак Демі                 | Перемога  |
| 1964                                     | Приз Міжнародної Католицької організації в царині кіно (OCIC)   | Шербурзькі парасольки    | Перемога  |
| Синдикат французьких кінокритиків        |                                                                 |                          |           |
| 1965                                     | Найкращий фільм                                                 | Шербурзькі парасольки    | Перемога  |
| 1983                                     | Найкращий фільм                                                 | Кімната в місті          | Перемога  |
| Премія «Оскар»                           |                                                                 |                          |           |
| 1966                                     | Найкращий сюжет та сценарій                                     | Жак Демі                 | Номінація |
| 1966                                     | Найкращий музика, оригінальна пісня                             | Мішель Легран, Жак Демі  | Номінація |
| 1966                                     | Найкраща музика до фільму                                       | Мішель Легран            | Номінація |
| 1966                                     | Найкраща музика, саундтрек, адаптація або аранжування           | Мішель Легран            | Номінація |
| 1969                                     | Найкраща музика, саундтрек або музичний фільм                   | Дівчата з Рошфора        | Номінація |
| Премія Греммі                            |                                                                 |                          |           |
| 1966                                     | Найкращий оригінальний саундтрек написаний для кіно або телешоу | Мішель Легран, Жак Демі  | Номінація |
| Премія Сезар                             |                                                                 |                          |           |
| 1983                                     | Найкращий фільм                                                 | Кімната в місті          | Номінація |
| 1983                                     | Найкраща режисерська робота                                     | Жак Демі                 | Номінація |
| Міжнародний кінофестиваль у Чикаго       |                                                                 |                          |           |
| 1983                                     | Золотий Г'юго за найкращий фільм                                | Кімната в місті          | Номінація |
| Премія Сан Жорді                         |                                                                 |                          |           |
| 1984                                     | Найкращий іноземний фільм                                       | Кімната в місті          | Перемога  |
| Кінофестиваль Фанташпорту                |                                                                 |                          |           |
| 1986                                     | Міжнародний приз фантастичному фільму                           | Парковка                 | Номінація |